# Bundz
Le bundz ou bunc (en dialecte podhale) est un fromage polonais à base de caillé de brebis. Il est généralement produit dans le Podhale. La boisson żętyca est produite à partir du petit-lait du bundz.
Sa fabrication est similaire à celle d'un autre fromage de la région, le oscypek. Il est produit depuis le XVIIIe siècle.